# Wojna totalna

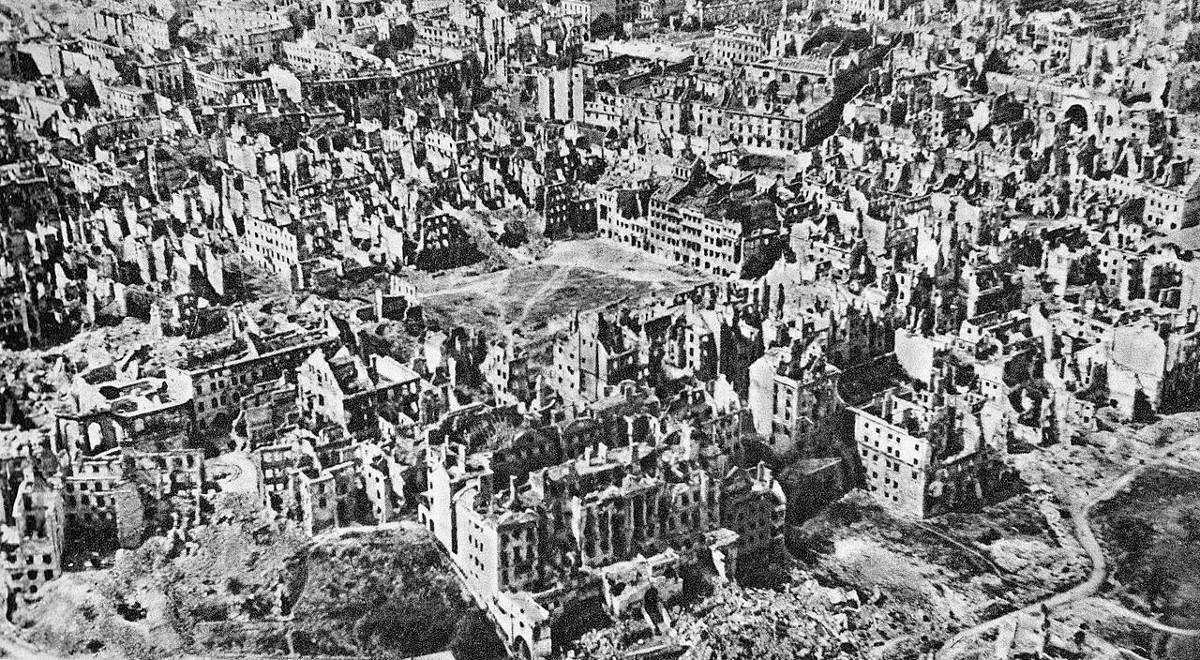
Ruiny Warszawy w styczniu 1945 r. Przykład konsekwencji wojny totalnej

Wojna totalna – działania wojenne, których celem jest całkowite zniszczenie przeciwnika (wojna niszcząca). Jest to wojna, w której stosuje się wszelkie metody i środki (materialne i psychologiczne) do osiągnięcia celów, nie uznając ograniczeń moralnych i prawnych. Ponadto odrzuca się umowy międzynarodowe i układy, które utrudniają osiągnięcie celów. Wojna totalna jest prowadzona przeciwko całej ludności wrogiego kraju. Uderza w siły zbrojne, społeczeństwo, gospodarkę i kulturę przeciwnika, jest prowadzona przy pełnym zaangażowaniu społeczeństwa i pełnym poświęceniu środków gospodarczych. Skutkiem lub nawet celem wojny totalnej może być również ludobójstwo całych grup społecznych lub narodów.
Przykłady wojny totalnej stanowią:
- III wojna punicka,
- wojna paragwajska,
- wojna secesyjna,
- I wojna światowa,
- hiszpańska wojna domowa,
- II wojna światowa.